# 显绿杜鹃
显绿杜鹃（学名：Rhododendron viridescens），为杜鹃花科杜鹃花属下的一个植物种。